# 浦東靖
浦東 靖（うらひがし やすし、1959年8月30日-）は、日本の元アマチュア野球選手である。ポジションは内野手。ロサンゼルス五輪金メダリスト。

## 来歴・人物
和歌山県立新宮商業高等学校ではエースとして活躍。1977年春季近畿大会県予選準決勝に進むが、向陽高に敗退。
卒業後は新日本製鉄に就職し、社会人野球の新日本製鐵堺硬式野球部に入部し野手転向。1982年の第9回社会人野球日本選手権大会では一番打者として活躍。準決勝に進むが日本通運に敗退。この大会では優秀選手（遊撃手）に選ばれる。1984年に、宮本和知、正田耕三、広澤克実らとともにロサンゼルスオリンピック野球日本代表に選ばれ、金メダルを獲得。五輪では主に八番打者、三塁手として出場し、準決勝の台湾戦で2安打、決勝のアメリカ戦で1安打を放った。予選リーグ青組第3戦のカナダ戦では代打で登場し打点を挙げた。1988年の都市対抗および社会人日本選手権でベスト8、1989年の都市対抗では準決勝に進むが、大昭和製紙北海道に敗れる。この大会では準決勝まで3試合連続本塁打。社会人時代のチームメイトに野茂英雄や馬場敏史がいた。
補強選手も含めて都市対抗に出場を続け、1990年の都市対抗では、松下電器の補強選手として出場し、10年連続出場表彰を受けた。
2017年、母校の創立100周年の記念事業で招かれ講演した。